# Boophis laurenti
A Boophis laurenti a kétéltűek (Amphibia) osztályába, a békák (Anura) rendjébe és az aranybékafélék (Mantellidae) családjába tartozó faj. Nevét Raymond Laurent belga herpetológus tiszteletére kapta.

## Előfordulása
A faj Madagaszkár endemikus faja. A sziget Andringitra hegységében 1500–2650 m-es magasságban honos.

## Megjelenése
Közepes termetű békafaj. A megfigyelt hímek testhossza 30–33 mm, a nőstényeké 40–43 mm volt. Hátának bőre sima. A hímeknek feltűnő hüvelykvánkosuk és szimpla hanghólyagjuk van. Hátuk, különösen a nőstényeké, sötétbarna, világosbarna mintázattal. Kezének és lábának korongjai és úszóhártyái egyes példányoknál narancs színű. Irisze zöld.     